# Георги Коюмджиев
Георги Иванов Куюмджиев е български комунист, деец на Българската комунистическа партия.

## Биография
Георги Куюмджиев е роден на 8 септември 1899 година в неврокопското село Либяхово, което тогава е в Османската империя. Син е на дееца на левицата във ВМОРО Иван Коюмджиев. Взима участие в Първата световна война.
След края на войната става активист на БКП и участва в сблъсъка на организацията с ВМРО. След Деветоюнския преврат бяга в Пазарджик. По време на Септемврийското въстание в 1923 година е арестуван от дейци на ВМРО, измъчван и отведен в Неврокоп, където е измъчван няколко дни и умъртвен чрез разчленяване на 20 ноември в манастира „Света Богородица“. Баща му също е убит, а брат му Тего Коюмджиев бяга в Гърция.